# Maysara al-Matghari
Maysara al-Matghari (en berbère : ⵎⴰⵢⵚⴰⵕⴰ ⴰⵎⵜⵖⵔⵉ ou  ⵎⴰⵢⵚⴰⵕⴰ ⴰⵎⴹⵖⴰⵔ), orthographié Maisara ou Meicera) est un chef berbère, à l'origine de la grande révolte berbère qui éclate en 739/740 contre le régime sévère imposé par le gouverneur omeyyade de Tanger. Il est le chef de la tribu des Matghara, et forme, sous l'influence de la doctrine hétérodoxe kharijite, une alliance des confédérations berbères Matghara, Meknassas, Ghomaras et Berghouatas. En 739-740, ils prennent les armes, deviennent rapidement maîtres de Tanger, exécutent le gouverneur arabe en place, et repoussent les troupes arabes envoyées d'al-Andalus pour rétablir l'ordre. En conséquence, Maysara assume le titre de calife, mais pour des raisons encore obscures, est assassiné par sa propre armée. 
Sous son successeur Khalid ibn Hamid al-Zanati, les rebelles berbères confédérés prennent les plaines du Souss sur la côte atlantique et mettent en déroute une armée du calife sur les rives du fleuve Sebou, lors de la bataille des nobles en 740. Une deuxième armée arabo-syrienne est écrasée l'année suivante lors de la bataille de Bagdoura et la révolte se propage. La révolte est finalement abattue lors de deux batailles aux portes de Kairouan en 742-743, mais le Maghreb occidental et central demeure aux mains des rebelles berbères. 

## Biographie

### Origines
Maysara Amteghri tient son nom de famille de la tribu berbère Imteghren. Les détails biographiques précis sur Maysara sont obscurs, et compliqués, car il s'agit probablement d'histoires calomnieuses diffusées par ses ennemis omeyyades. Les chroniqueurs notent des allégations selon lesquelles Maysara est un porteur d'eau berbère de basse extraction sociale, à Kairouan ou à Tanger, peut-être un porteur d'eau dans l'armée califale. Les chroniques se réfèrent régulièrement à lui par l'étiquette peu flatteuse d'al-Hakir, « l'ignoble » ou « le vil ». Ibn Khaldoun, cependant, est probablement plus proche de la vérité en proposant que ses origines ne sont peut-être pas si humbles, que Maysara est probablement un chef de clan ou cheikh important de la tribu berbère Matghara. Al-Tabari rapporte que Maysara dirige même une délégation berbère à Damas pour présenter les plaintes des berbères devant le calife Hicham.
Et les plaintes sont nombreuses. Les Berbères ont longtemps ressenti le statut de seconde classe qui leur est accordé par la caste militaire arabo-omeyyade au pouvoir. Les berbères sont soumis par intermittence à des impôts extraordinaires, et ce contrairement à la loi islamique. En conséquence, de nombreux Berbères deviennent réceptifs aux activistes puritains kharijites, en particulier ceux de la secte sufrite, qui commencent à arriver au Maghreb, prêchant un nouvel ordre politique dans lequel tous les musulmans seraient traités sans tenir compte de l'ethnie ou du statut tribal. La tribu Matghara de Maysara est particulièrement prise par l'influence sufrite.

### Révolte berbère
À la fin des années 730, le nouveau gouverneur omeyyade d'Ifriqiya, Obeïd Allah ibn al-Habhab, augmente ses extorsions fiscales. Ses adjoints régionaux, notamment Omar ibn al-Moradi, gouverneur de Tanger, mettent en place des dispositifs inventifs et très oppressifs pour extraire plus de revenus aux Berbères.
Vers 739 environ, les principales tribus berbères sous la juridiction d'Omar dans l'ouest du Maroc - principalement les Ghomaras, Berghouata et Meknassas - décident qu'elles en ont assez et se préparent à la rébellion. Ils forment une alliance et élisent le chef Matghara, Maysara, pour les diriger. Ce n'est pas un soulèvement spontané. Maysara et les commandants berbères semblent avoir été assez prudents pour attendre que la majeure partie de l'armée arabe ait quitté l'Afrique du Nord pour une expédition en Sicile avant de passer à l'action.
Au début de l'année 740, l'armée arabe quitte le Maghreb en toute sécurité, la grande révolte berbère commence finalement. Maysara rassemble sa coalition d'armées berbères, le crâne rasé à la mode kharidjite, les textes coraniques attachés à leurs lances, et les entraîne vers Tanger. La ville tombe rapidement entre leurs mains et le gouverneur arabe haï, Omar al-Moradi, est mis à mort.
Maysara place une garnison berbère à Tanger sous le commandement d'un chrétien converti à l'islam, Abdallah al-Hodeij al-Ifriqi, puis entreprend de balayer l'ouest du Maroc, accablant les garnisons omeyyades jusqu'à la vallée du Souss. En très peu de temps, tout le Maroc occidental, du détroit de Gibraltar à l'Anti-Atlas, passe aux mains des rebelles de Maysara.

### Calife berbère
Après sa victoire à Tanger (ou peut-être un peu plus tôt), il est dit que Maysara a pris le titre d'amir al-muminin (« Commandeur des croyants »). C'est probablement la première fois qu'un non-arabe revendique le titre suprême musulman. En effet, c'est peut-être la première fois que quelqu'un qui n'est pas lié par le sang à la tribu Quraych du prophète Mahomet ose faire une telle déclaration. Pour les musulmans orthodoxes de l'époque, l'idée d'un "calife berbère" devait paraître absurde. La rumeur selon laquelle Maysara était un modeste "porteur d'eau" a probablement commencé autour de cela, ne serait-ce que pour rendre la prétention califale encore plus ridicule, et par conséquent, la rébellion devait être mal-guidée.
Parce que cette démarche semble ouvrir les rebelles à la moquerie, certains se demandent si l'histoire de Maysara reprenant le titre califal n'est pas fabriquée du début à la fin par les propagandistes omeyyades. Cependant, il faut se rappeler que cette rébellion est lancée et dirigée par des sufrites kharijites. Et l'un des principes central de l'idéologie kharijite est précisément que le titre califal est ouvert à tout bon musulman pieux, indépendamment des qualifications dynastiques ou tribales. De plus, il faut garder à l'esprit qu'il s'agit, au moins sur le plan idéologique, d'un soulèvement musulman, ouvert à tous les vrais musulmans, et non d'un mouvement de libération berbère. Par conséquent, Maysara, en tant que commandant des vrais musulmans, ne pouvait avoir d'autre titre que "calife".

### Chute et mort
Le gouverneur omeyyade, Obeïd Allah ibn al-Habhab, rappelle immédiatement l'armée arabe de Sicile. En attendant son retour, Obeïd Allah rassemble et envoie une colonne arabe de Kairouan, dirigée par Khalid ibn Abi Habib al-Fihri, en direction de Tanger, pour contenir les rebelles et les empêcher de se déplacer vers l'Est dans le Maghreb central.
Cette colonne rencontre les armées berbères de Maysara quelque part au sud de Tanger. La force arabe est composée en grande partie de l'élite de la noblesse arabe de Kairouan, et est bien équipée et entraînée. Les armées rebelles berbères ne sont guère autre chose qu'une populace à pied, mais les Berbères sont plus nombreux que les Arabes, peut-être autant que dix contre un. Néanmoins, après une brève escarmouche, Maysara ordonne aux armées berbères de se replier et de se retirer à Tanger. La colonne arabe, suivant ses instructions, ne les poursuit, mais tient une ligne au sud de Tanger, en attendant les renforts de l'expédition sicilienne.
Dans cette interlude, les commandants rebelles déposent Maysara et, peu de temps après, l'exécutent. Khalid ibn Hamid al-Zanati, un chef berbère zénète, est élu pour le remplacer.
La plupart des chroniqueurs arabes (par exemple Ibn Khaldoun) affirment que Maysara est destitué pour cause de lâcheté, pour avoir rapidement ordonné une retraite après l'escarmouche avec la colonne arabe. Il est aussi dit que les prédicateurs puritains sufrites qui accompagnent les armées rebelles berbères en tant que commissaires religieux ont trouvé quelques failles dans la piété de son caractère et l'ont déclaré inapte à être calife.
Mais il se peut aussi que la politique et les jalousies inter-tribales jouent un rôle. Les chefs des tribus zénètes du Maroc oriental, qui adhèrent tardivement à la rébellion, ont peut-être senti que la direction de la rébellion berbère devait leur passer, car la coalition originelle de Maysara est composée de berbères Ghomaras, Berghouatas et Meknassas du Maroc occidental. Ce combat est maintenant gagné et la ligne de front est maintenant déplacée. Toutes les campagnes futures contre les Arabes sont menées dans les territoires des tribus zénètes de l'Est. Et si la guerre doit être menée dans les terres des Zénètes, alors les armées doivent être dirigées par des chefs zénètes.
Tout ceci, bien sûr, est spéculatif. Néanmoins, il semble bien qu'après la chute de Maysara, la direction de la rébellion berbère gravit rapidement et fermement entre les mains des chefs zénètes de l'Est du Maroc et de leurs prédicateurs sufrites. Cela ne veut pas dire que les accusations de lâcheté et d'impiété n'ont pas suffi pour déposer Maysara, mais peut-être que ces accusations avaient un certain calcul politique derrière elles.
Le chef zénète livre quoi qu'il en soit deux grandes et notables victoires sur les Arabes - à la bataille des nobles à la fin de 740 et à nouveau à la bataille de Bagdoura à la fin de 741. Et cela leur a certainement donné un mérite de domination sur l'alliance. Que les partenaires initiaux de la coalition -  les Berghouatas - sont les premiers à rompre avec l'alliance rebelle berbère, semble indiquer que l'état des affaires post-Maysara ne leur plaisait pas.

## Référencement

#### Sources primaires
- Ibn Khaldoun (trad. William Mac Guckin de Slane), Histoire des Berbères et des dynasties musulmanes de l'Afrique, vol. 1, Alger, Imprimerie du Gouvernement, 1852, 480 p. (lire en ligne)

#### Sources contemporaines
- (en) Khalid Yahya Blankinship, The End of the Jihad State : The Reign of Hisham Ibn 'Abd Al-Malik and the Collapse of the Umayyads, Albany, SUNY Press, 1994, 399 p. (ISBN 0-7914-1827-8)
- (en) Abd al-Wahid Dhannun Taha, The Muslim conquest and settlement of North Africa and Spain, Londres, Routledge, 1989
- Charles-André Julien, Histoire de l'Afrique du Nord, des origines à 1830, Paris, Payot, 1931 (1re éd. 1961)